# Moneda de un cuarto de farthing
La moneda de un cuarto de un farthing o fárting (1/16d; en inglés: Quarter Farthing) era una unidad monetaria que equivalía a una dieciseisava parte de un penique pre-decimal (o una 1/3,840 de una libra esterlina). Fue producida para circular en Ceilán, entre los años 1839 y 1853, con monedas de prueba (o proof). Fue la menor denominación de la libra esterlina jamás acuñada y fue considerada como parte de la libra esterlina, debido a que carece de una indicación clara del país para el cuál fue emitido. Posee el mismo estilo que el medio fárting, que fue de curso legal en Reino Unido de Gran Bretaña e Irlanda entre 1843 y 1869.
Previo a la decimalización de la moneda británica, la libra esterlina estaba compuesta de 20 chelines (a su vez, cada chelín estaba constituido por 12 peniques, por lo que una libra contenía 240 de estos). Los valores inferiores a una libra, eran expresados en chelines y peniques. ej. 30 peniques (12 nuevos peniques), hubiesen sido expresados como 2 chelines y seis peniques (3/6), y se lo pronunciaría como simplemente "tes y seis". Los valores expresados únicamente en chelines, que no contuvieran ni libras ni peniques, se expresaban con una guion a su lado, en señal de ausencia de otras subdivisiones monetarias; ej: (3 chelines; 3/-)
Las monedas fueron acuñadas en 1839, 1851, 1852, 1853, y una moneda proof acuñada en 1868. Las monedas acuñadas entre 1839 y 1853 fueron acuñadas en cobre y pesaban 1.20 gramos (o 0.039 onzas troy). y tenía un diámetro de 13.5 mm. Por ende,  £1 en monedas de un cuarto de fárting pesarían 4.5 kg. Las monedas acuñadas en 1869 se acuñaron en bronce y cuproníquel, aunque pesaban lo mismo y poseían el mismo diámetro. 
El anverso contiene un retrato de la reina Victoria, con la inscripción VICTORIA D G BRITANNIAR REGINA F D  que significa "Victoria, por la gracia de Dios, Reina de Britania, defensora de la fé"
A fecha del 2020, el cuarto de fárting hubiese tenido un poder adquisitivo de entre £0.03 a £0.04

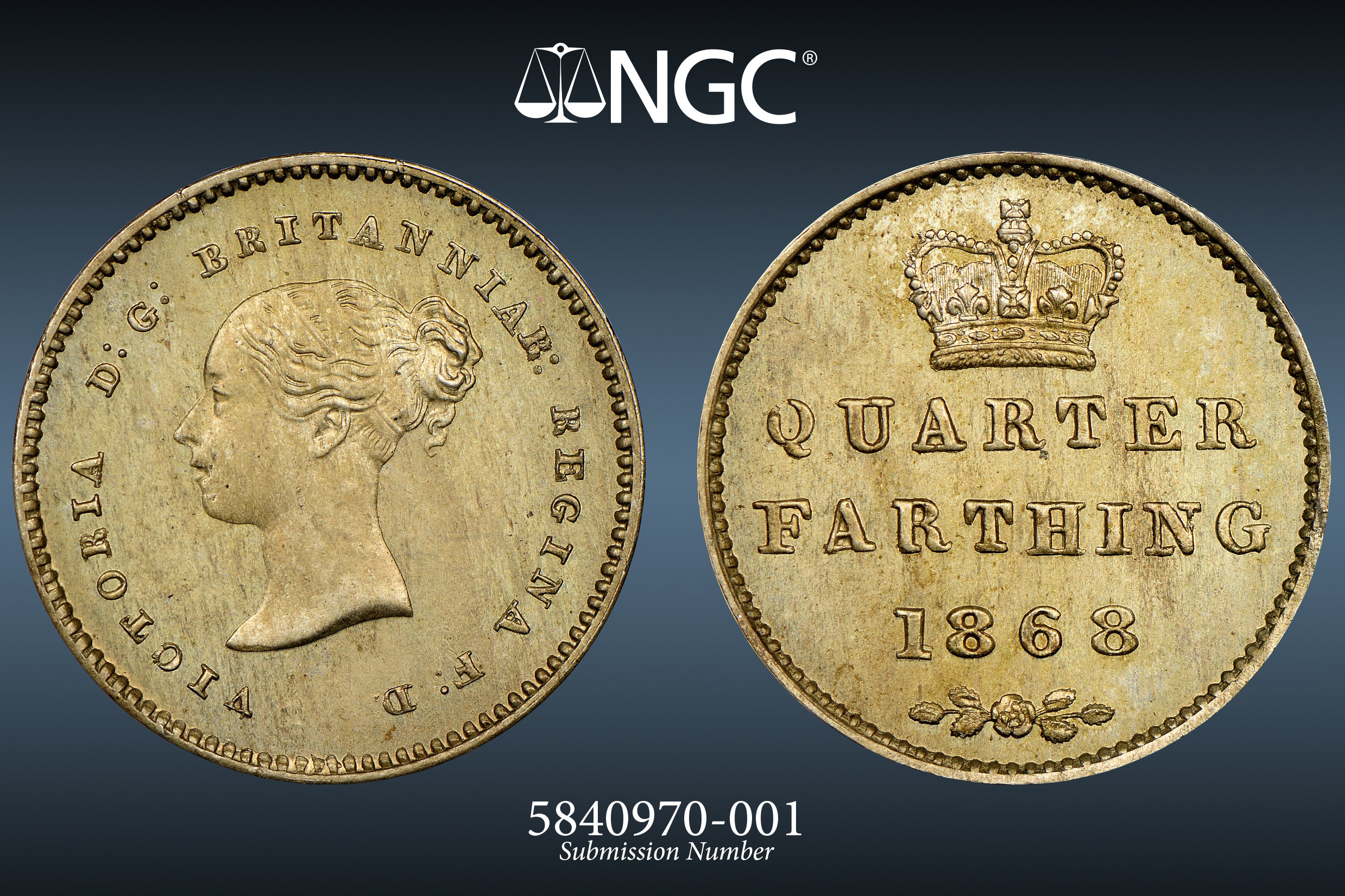
Moneda proof de un cuarto de fárting, acuñada en bronce.(1868)